# Frederick (Dakota du Sud)
Pour les articles homonymes, voir Frederick.
Frederick est une municipalité américaine située dans le comté de Brown, dans l'État du Dakota du Sud.
Fondée vers 1881-1882, la localité doit son nom au fils d'un dirigeant du Milawaukee Railroad.

## Démographie
| 1890 | 1900 | 1910 | 1920 | 1930 | 1940 |
| ---- | ---- | ---- | ---- | ---- | ---- |
| 281  | 251  | 433  | 424  | 461  | 422  |

| 1950 | 1960 | 1970 | 1980 | 1990 | 2000 |
| ---- | ---- | ---- | ---- | ---- | ---- |
| 408  | 381  | 359  | 307  | 241  | 255  |

| 2010 | - | - | - | - | - |
| ---- | - | - | - | - | - |
| 199  | - | - | - | - | - |

Selon le recensement de 2010, Frederick compte 199 habitants. La municipalité s'étend sur 0,39 milles carrés (1,01 km2).